# 徐掌话
徐掌话（自称：la21 lu33）是一种在中国云南省保山市隆阳区瓦房彝族苗族乡徐掌村由2,000人使用的彝语支语言。